# Rebgeshain
Rebgeshain ist ein Ortsteil der Stadt Ulrichstein im mittelhessischen Vogelsbergkreis.

## Geografische Lage
Das Dorf liegt östlich des Kernorts Ulrichstein im Vogelsberg. Die Landesstraße
3139 verbindet Rebgeshain mit Engelrod und dem Weiler Wiesenhof.

## Geschichte

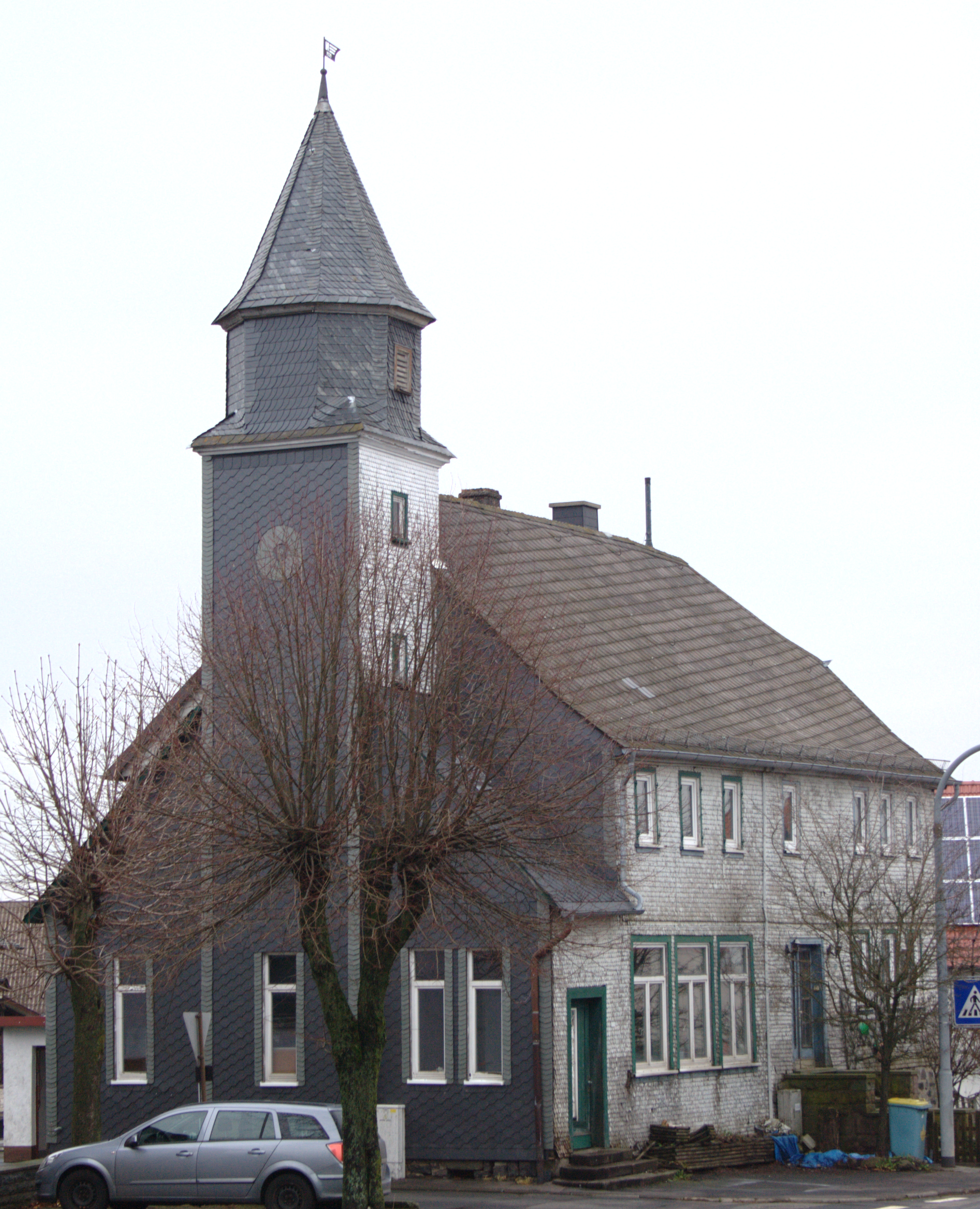
Ehemalige Schule in Rebgeshain

### Ortsgeschichte
Das Haufendorf ist vielleicht zwischen dem 8. und 12. Jahrhundert gegründet worden. Der Ortsname lässt sich ableiten von dem Namen „Rebi“. Dies ist Koseform von „Hraban“.
Rebgeshain wird übersetzt mit „Die Siedlung des Rebi“. Dagegen deutet Friedrich Kluge den Namen als ein Diminutiv „Rebchen“ von dem mhd. ’„rebe“ = Weinrebe.
Die älteste urkundliche Erwähnung von Rebgeshain erfolgte erst 1565 als „Rebeshan“. Genannt wird: „Barbaren seiner Ehelichenn Hausfrauwenn von Rebeshan“.
Rebgeshain wurde 1575 als Ort im Gericht Engelrod genannt: „zu Rebißhain“ im Gericht Engelrodtt. In der gleichen Quelle heißt es auch „zu Rebgeshain“.
Das Gericht Engelrod umfasste im 17. Jahrhundert neben Rebgeshain die Orte Hörgenau, Engelrod, Dirlammen, Hopfmannsfeld, Eichenrod, Eichelhain, Lanzenhain, Blitzenrod und Frischborn.
Die Statistisch-topographisch-historische Beschreibung des Großherzogthums Hessen berichtet 1830 über Rebgeshain:

„Rebgeshain (L. Bez. Lauterbach) evangel. Filialdorf; liegt im Vogelsberg, 3 1⁄2 St. von Lauterbach, und gehört dem Freiherrn von Riedesel. Der Ort hat 63 Häuser und 437 Einwohner, die alle evangelisch sind. Ein Hagelschlag am 28. Juni 1829 zerstörte fast sämmtliche Felderzeugnisse der Gemarkung.“

Zwischen 1815 und 1817 wurde die Schule erbaut.
Im Zuge der Gebietsreform in Hessen fusionierten die bis dahin selbständige Gemeinde Rebgeshain und weitere Gemeinde zum 31. Dezember 1971 freiwillig mit der Stadt Ulrichstein zur erweiterten Stadt Ulrichstein.
Für Rebgeshain wurde ein Ortsbezirk errichtet.

### Verwaltungsgeschichte im Überblick
Die folgende Liste zeigt die Staaten und Verwaltungseinheiten, denen Rebgeshain angehört(e):
- vor 1567: Heiliges Römisches Reich, Landgrafschaft Hessen, Gericht Engelrod der Freiherren Riedesel zu Eisenbach
- ab 1567: Heiliges Römisches Reich, Gericht Engelrod[14]
- 1604–1648: Heiliges Römisches Reich, strittig zwischen Landgrafschaft Hessen-Darmstadt und Landgrafschaft Hessen-Kassel (Hessenkrieg)
- ab 1623: Heiliges Römisches Reich, Landgrafschaft Hessen-Darmstadt, Gericht Engelrod (Freiherren Riedesel zu Eisenbach)[15]
- 1787: Heiliges Römisches Reich, Landgrafschaft Hessen-Darmstadt, Oberfürstentum Hessen, Amt Ulrichstein, Gericht Engelrod der Freiherren Riedesel zu Eisenbach
- ab 1806: Großherzogtum Hessen,[Anm. 2] Fürstentum Oberhessen, Amt Ulrichstein, Gericht Engelrod[16][17]
- ab 1815: Großherzogtum Hessen, Provinz Oberhessen, Amt Engelrod der Freiherren Riedesel zu Eisenbach[18]
- ab 1821: Deutscher Bund, Großherzogtum Hessen, Provinz Oberhessen, Landratsbezirk Herbstein[19][Anm. 3]
- ab 1825: Großherzogtum Hessen, Provinz Oberhessen, Umbenennung in Landratsbezirk Lauterbach
- ab 1848: Großherzogtum Hessen, Regierungsbezirk Alsfeld
- ab 1852: Großherzogtum Hessen, Provinz Oberhessen, Kreis Lauterbach
- ab 1867: Norddeutscher Bund,[Anm. 4] Provinz Oberhessen, Kreis Lauterbach
- ab 1871: Deutsches Reich, Großherzogtum Hessen, Provinz Oberhessen, Kreis Lauterbach
- ab 1918: Deutsches Reich (Weimarer Republik), Volksstaat Hessen, Provinz Oberhessen, Kreis Lauterbach
- ab 1938: Deutsches Reich, Volksstaat Hessen, Landkreis Lauterbach[20][Anm. 5]
- ab 1945: Amerikanische Besatzungszone,[Anm. 6] Groß-Hessen, Regierungsbezirk Darmstadt, Landkreis Lauterbach
- ab 1946: Amerikanische Besatzungszone, Hessen, Regierungsbezirk Darmstadt, Landkreis Lauterbach
- ab 1949: Bundesrepublik Deutschland, Hessen, Regierungsbezirk Darmstadt, Landkreis Lauterbach
- ab 1972: Bundesrepublik Deutschland, Hessen, Regierungsbezirk Darmstadt, Landkreis Lauterbach, Stadt Ulrichstein[Anm. 7]
- ab 1972: Bundesrepublik Deutschland, Hessen, Regierungsbezirk Darmstadt, Vogelsbergkreis, Stadt Ulrichstein
- ab 1981: Bundesrepublik Deutschland, Hessen, Regierungsbezirk Gießen, Vogelsbergkreis, Stadt Ulrichstein

### Gerichtszugehörigkeit seit 1803
In der Landgrafschaft Hessen-Darmstadt wurde mit Ausführungsverordnung vom 9. Dezember 1803 das Gerichtswesen neu organisiert. Für die Provinz Oberhessen wurde das Hofgericht Gießen als Gericht der zweiten Instanz eingerichtet. Die Rechtsprechung der ersten Instanz wurde durch die Ämter bzw. Standesherren vorgenommen, und somit war für Rebgeshain ab 1806 das „Patrimonialgericht der Freiherren Riedesel zu Eisenbach“ in Engelrod zuständig. Das Hofgericht war für normale bürgerliche Streitsachen Gericht der zweiten Instanz, für standesherrliche Familienrechtssachen und Kriminalfälle die erste Instanz. Die zweite Instanz für die Patrimonialgerichte waren die standesherrlichen Justizkanzleien. Übergeordnet war das Oberappellationsgericht Darmstadt.
Mit der Gründung des Großherzogtums Hessen 1806 wurde diese Funktion beibehalten, während die Aufgaben der ersten Instanz 1821–1822 im Rahmen der Trennung von Rechtsprechung und Verwaltung auf die neu geschaffenen Land- bzw. Stadtgerichte übergingen. Dafür wurde das standesherrliche Landgericht Lauterbach geschaffen.
Erst infolge der Märzrevolution 1848 wurden mit dem „Gesetz über die Verhältnisse der Standesherren und adeligen Gerichtsherren“ vom 15. April 1848 die standesherrlichen Sonderrechte endgültig aufgehoben. Am 1. Oktober 1850 wurde der Ort Rebgeshain ausgegliedert und dem Bezirk des Landgerichts Ulrichstein zugeschlagen.
Anlässlich der Einführung des Gerichtsverfassungsgesetzes mit Wirkung vom 1. Oktober 1879, infolge derer die bisherigen großherzoglich hessischen Landgerichte durch Amtsgerichte an gleicher Stelle ersetzt wurden, während die neu geschaffenen Landgerichte nun als Obergerichte fungierten, kam es zur Umbenennung in „Amtsgericht Ulrichstein“ und Zuteilung zum Bezirk des Landgerichts Gießen.
1943 verlor das Amtsgericht Ulrichstein seine Selbständigkeit und wurde zur Zweigstelle des Amtsgerichts Schotten.
Am 1. Juli 1968 wurde auch diese Zweigstelle aufgehoben.
Mit Wirkung zum 1. Juli 1968 erfolgte die Auflösung des Amtsgerichts Schotten, und Rebgeshain wurde dem Amtsgericht Lauterbach zugelegt. Am 1. Januar 2005 wurde das Amtsgericht Lauterbach als Vollgericht aufgehoben und zur Zweigstelle des Amtsgerichts Alsfeld.
Zum 1. Januar 2012 wurde auch diese Zweigstelle geschlossen.
Jetzt sind die übergeordneten Instanzen das Landgericht Gießen, das Oberlandesgericht Frankfurt am Main sowie der Bundesgerichtshof als letzte Instanz.

## Bevölkerung
Die Zahl der Haushalte in Rebgeshain stieg von 1705 (38 Haushalte) sprunghaft an auf 56 Anno 1753. Dann ging sie auf 55 im Jahr 1789 zurück.

### Einwohnerstruktur 2011
Nach den Erhebungen des Zensus 2011 lebten am Stichtag dem 9. Mai 2011 in Rebgeshain 246 Einwohner. Darunter waren 3 (1,2 %) Ausländer. Nach dem Lebensalter waren 33 Einwohner unter 18 Jahren, 99 zwischen 18 und 49, 51 zwischen 50 und 64 und 60 Einwohner waren älter. Die Einwohner lebten in 123 Haushalten. Davon waren 42 Singlehaushalte, 42 Paare ohne Kinder und 33 Paare mit Kindern, sowie 9 Alleinerziehende und keine Wohngemeinschaften. In 42 Haushalten lebten ausschließlich Senioren und in 57 Haushaltungen lebten keine Senioren.

### Einwohnerentwicklung
| • 1800: | 342 Einwohner                      |
| • 1806: | 343 Einwohner, 55 Häuser           |
| • 1829: | 437 Einwohner, 63 Häuser           |
| • 1867: | 377 Einwohner, 63 bewohnte Gebäude |
| • 1875: | 373 Einwohner, 63 bewohnte Gebäude |

| Rebgeshain: Einwohnerzahlen von 1834 bis 2011 | Rebgeshain: Einwohnerzahlen von 1834 bis 2011 | Rebgeshain: Einwohnerzahlen von 1834 bis 2011 | Rebgeshain: Einwohnerzahlen von 1834 bis 2011 | Rebgeshain: Einwohnerzahlen von 1834 bis 2011 |
| --- | --------------------------------------------- | --------------------------------------------- | --------------------------------------------- | --------------------------------------------- |
| Jahr |                                               |                                               |                                               | Einwohner                                     |
| 1834 | 1834                                          |                                               | 450                                           | 450                                           |
| 1840 | 1840                                          |                                               | 440                                           | 440                                           |
| 1846 | 1846                                          |                                               | 462                                           | 462                                           |
| 1852 | 1852                                          |                                               | 433                                           | 433                                           |
| 1858 | 1858                                          |                                               | 418                                           | 418                                           |
| 1864 | 1864                                          |                                               | 370                                           | 370                                           |
| 1871 | 1871                                          |                                               | 369                                           | 369                                           |
| 1875 | 1875                                          |                                               | 373                                           | 373                                           |
| 1885 | 1885                                          |                                               | 366                                           | 366                                           |
| 1895 | 1895                                          |                                               | 378                                           | 378                                           |
| 1905 | 1905                                          |                                               | 371                                           | 371                                           |
| 1910 | 1910                                          |                                               | 376                                           | 376                                           |
| 1925 | 1925                                          |                                               | 354                                           | 354                                           |
| 1939 | 1939                                          |                                               | 354                                           | 354                                           |
| 1946 | 1946                                          |                                               | 423                                           | 423                                           |
| 1950 | 1950                                          |                                               | 384                                           | 384                                           |
| 1956 | 1956                                          |                                               | 326                                           | 326                                           |
| 1961 | 1961                                          |                                               | 324                                           | 324                                           |
| 1967 | 1967                                          |                                               | 326                                           | 326                                           |
| 1970 | 1970                                          |                                               | 329                                           | 329                                           |
| 1980 | 1980                                          |                                               | ?                                             | ?                                             |
| 1990 | 1990                                          |                                               | ?                                             | ?                                             |
| 2000 | 2000                                          |                                               | ?                                             | ?                                             |
| 2011 | 2011                                          |                                               | 246                                           | 246                                           |
| Datenquelle: Historisches Gemeindeverzeichnis für Hessen: Die Bevölkerung der Gemeinden 1834 bis 1967. Wiesbaden: Hessisches Statistisches Landesamt, 1968. Weitere Quellen: ; Zensus 2011 |                                               |                                               |                                               |                                               |

### Historische Religionszugehörigkeit
| • 1829: | 437 evangelische (= 100 %) Einwohner                             |
| • 1961: | 315 evangelische (= 97,22 %), 9 katholische (= 2,78 %) Einwohner |

## Politik
Für Rebgeshain besteht ein Ortsbezirk (Gebiete der ehemaligen Gemeinde Rebgeshain) mit Ortsbeirat und Ortsvorsteher nach der Hessischen Gemeindeordnung.
Der Ortsbeirat besteht aus fünf Mitgliedern. Bei den Kommunalwahlen in Hessen 2021 betrug die Wahlbeteiligung zum Ortsbeirat 58,82 %. Alle Kandidaten gehörten der „Gemeinschaftsliste Rebgeshainn“ an. Der Ortsbeirat wählte Holger Kraft zum Ortsvorsteher.

## Kulturdenkmäler
Siehe Liste der Kulturdenkmäler in Rebgeshain.

## Wirtschaft und Infrastruktur
- Im Ort gibt es ein Dorfgemeinschaftshaus.
- Den öffentlichen Personennahverkehr stellt die Regionalverkehr Kurhessen mit der Buslinie VB-65 sicher.